# Le Veilleur de nuit (pièce de théâtre)
Pour les articles homonymes, voir Le Veilleur de nuit.
Le Veilleur de nuit est une comédie en trois actes de Sacha Guitry, représentée pour la première fois au théâtre Michel le 2 février 1911.

## Théâtre Michel, 1911
Distribution :
- Elle : Madeleine Dolley
- Monsieur : Harry Baur
- La bonne : Charlotte Lysès
- Jean : Sacha Guitry
- Les invités : Rose Grane, Mme Vernières, Mme Charmoy, Miss Bennett, Prad], Cornely, Davry…

## Théâtre 13 puis théâtre Montparnasse, 1986
- Mise en scène : Jacques Nerson
- Décors : Philippe Marioge

Distribution :
- Madame : Yasmina Reza
- Monsieur : Marc Dudicourt
- Félicie : Chrystelle Labaude
- Jean : Fabrice Luchini
- Une invitée : Agnès Denèfle
- Un invité : Christophe Huysman

## Théâtre des Bouffes-Parisiens, 2005
Première représentation le 28 janvier 2005
- Mise en scène : Jean-Laurent Cochet
- Décors : Frédéric Pineau
- Costumes : Jérôme Bourdin
- Lumières : Jacques Rouveyrollis

Distribution :
- Pierre Delavène
- Carole Bianic
- Elisabeth Capdeville
- Guillaume Bienvenu
- Marina Cristalle
- Xavier Delambre
- Sophie Demmler
- Yann Verbugh